# Jinyang, Gansu
Jinyang (kinesiska: 金羊) är en köping i nordvästra Kina. Den ligger i stadsdistriktet Liangzhou i staden Wuwei i provinsen Gansu, omkring 240 kilometer nordväst om provinshuvudstaden Lanzhou. Antalet invånare är 42222. Befolkningen består av 20 688 kvinnor och 21 534 män. Barn under 15 år utgör 17,0 %, vuxna 15-64 år 76 %, och äldre över 65 år 5,0 %.